# Brachyotum russatum
Brachyotum russatum är en tvåhjärtbladig växtart som beskrevs av E.Cotton. Brachyotum russatum ingår i släktet Brachyotum och familjen Melastomataceae. IUCN kategoriserar arten globalt som sårbar. Inga underarter finns listade i Catalogue of Life.